# مارك روكو (مصارع محترف)
مارك روكو (بالإنجليزية: Mark Rocco)‏ هو مصارع محترف بريطاني، ولد في 11 مايو 1951 في مانشستر في المملكة المتحدة.

## وصلات خارجية
- مارك روكو على موقع WrestlingData.com (الإنجليزية)
- مارك روكو على موقع CageMatch worker (الإنجليزية)
- مارك روكو على موقع قاعدة بيانات المصارعة على الإنترنت (الإنجليزية)
- مارك روكو على موقع عالم المصارعة على الإنترنت (الإنجليزية)
- مارك روكو على موقع عالم المصارعة على الإنترنت (الإنجليزية)
- مارك روكو على موقع IMDb (الإنجليزية)